# Слуга (фильм, 1988)
«Слуга́» — двухсерийный художественный фильм режиссёра Вадима Абдрашитова по сценарию Александра Миндадзе, снятый в 1988 году на киностудии «Мосфильм». В 1991 году награждён Государственной премией СССР.

## Сюжет
Сюжет развивается в двух временных планах, с многочисленными флешбэками. В дом к известному провинциальному руководителю хора, «без двух минут заслуженному артисту» Павлу Клюеву, приходит Андрей Андреевич Гудионов, пожилой человек, который когда-то устроил судьбу Клюева.
Много лет назад Клюев, бывший десантник, недавно демобилизовавшийся, устроился работать личным водителем к Гудионову, высокопоставленному чиновнику, начальнику областного масштаба. Подчинённый преданно служит своему господину, терпя его весьма странный характер. Проходят годы, и хозяин облагодетельствует водителя, подарив ему дом, жену Марию и даже назначив дирижёром хора. Затем Гудионов получает повышение по службе, и его переводят в центр.
Спустя много лет Клюев, у которого есть уже взрослый сын и маленький внук, встретившись с бывшим начальником (который, как кажется, почти не постарел), остаётся верным ему и готов выполнить любой приказ. Гудионов намекает Клюеву, что его давнишний враг Брызгин по-прежнему жив и доставляет ему проблемы. Когда-то на Брызгина уже было совершено покушение, он попал в автомобильную аварию из-за того, что дорогу ему преградил «КамАЗ» (по всей видимости, за рулём грузовика тогда находился Клюев). Сейчас же Брызгин находится в санатории. Клюев забирает его оттуда и везёт к своему бывшему хозяину. Однако по дороге Брызгин умирает, и Гудионов, плача о погибшем враге, говорит Клюеву, что тот снова перестарался.
Вернувшись в город и выйдя на сцену, Клюев начинает дирижировать хором, замечая, что с разных сторон в зал входят люди в штатском, явно пришедшие за ним.

## В ролях
- Юрий Беляев — Павел Сергеевич Клюев
- Олег Борисов — Андрей Андреевич Гудионов
- Ирина Розанова — Мария
- Алексей Петренко — Роман Романович Брызгин
- Александр Терешко — Валерий
- Лариса Тотунова — невестка
- Михаил Янушкевич — часовщик
- Вячеслав Жариков — механик
- Феликс Антипов — Михаил
- Ирина Чериченко — хористка
- Валерий Новиков — Отец Василий

## Съёмочная группа
- Автор сценария: Александр Миндадзе
- Режиссёр-постановщик: Вадим Абдрашитов
- Оператор-постановщик: Денис Евстигнеев
- Художники-постановщики:
  - Александр Толкачёв
  - Олег Потанин
- Композитор: Владимир Дашкевич

## Критика
«Слуга» — седьмой фильм творческого дуэта А. А. Миндадзе — В. Ю. Абдрашитов, относящийся к перестроечному периоду. Авторы используют свой излюбленный приём, обращаясь к экранной фантасмагории. Сложно переплетённый сюжет, в котором перепутаны временные нити, советская номенклатурная мифология и реальность, последовательно ведёт зрителя к развязке.
Взаимоотношения пары главных героев — Гудионова и Клюева — выходят за обычные рамки отношений «хозяин — слуга». Власть областного правителя распространяется далеко за пределы возможностей начальника, который может просто одарить своего подчинённого. Как и фаустовский Мефистофель, нестареющий Гудионов распоряжается судьбой и душой своего слуги, даруя ему всё, вплоть до таланта дирижёра. Финальная сцена фильма, в которой мелодия хора, которым руководит Клюев, постепенно перетекает в «Agnus Dei» (музыка Владимира Дашкевича), словно подчёркивает полное моральное уничтожение героя.
Актёрская игра в значительной мере формирует атмосферу картины.
Артистическая работа Олега Борисова поражает острой точностью там, где точности вроде бы и неоткуда браться. И в этом она решающе важна для фильма «Слуга».
Критики прослеживают некоторую общность между фильмом режиссёра Джозефа Лоузи и работой Абдрашитова. Но если у Лоузи слуга подспудно порабощает хозяина, повторяя его поведение и, в конце концов, меняется с ним местами, то в советском фильме слуга, полностью подчинившись, исчезает и растворяется как личность. Объединяет эти картины многоликое и одновременно безликое «дьявольское» начало, подчиняющее и разъедающее человека, который продал душу или, точнее, не имел её с самого начала.

## Премии и награды
- 1989 — кинофестиваль «Созвездие», приз за лучшую главную мужскую роль (Олег Борисов)[4]
- 1989 — МКФ в Западном Берлине:
  - Премия А. Бауэра «За фильм, открывающий перспективы в развитии кино»
  - Премия Международной Католической организации в области кино (OCIC)[5]
  - Приз экуменического жюри
- 1989 — Премия «Ника»[6]:
  - За лучшую мужскую роль (Олег Борисов)
  - За лучший сценарий (Александр Миндадзе)
- 1991 — Государственная премия СССР:
  - Вадим Абдрашитов
  - Юрий Беляев
  - Олег Борисов
  - Владимир Дашкевич
  - Денис Евстигнеев
  - Александр Миндадзе
  - Лилия Тереховская
  - Александр Толкачёв

## Места съёмок
Фильм снимали в различных городах, включая Коломну, Серпухов, Москву и Киев. В фильме можно заметить коломенский район Колычёво, автотуннель, ведущий к Коломенскому заводу. Когда Клюев приезжает в Коломну на автовокзал, на заднем плане виден Коломенский Кремль.
- Торжественная встреча Гудионова, на которую его привозит Клюев снималась у центральной проходной КБМ.
- Особняк Гудионова, где Клюев падает из окна – дача Берии в Сокольниках.
- Санаторий где лечится Брызгин – Несвижский замок.
- Наружные декорации особняка Клюева были построены в районе Пуща-Водица Киева[8], а интерьеры – в павильонах Мосфильма.
- Дворец культуры, где Клюев впервые пробует дирижировать –  дом культуры г. Жуковский
- Дворец культуры, где выступает успешный Клюев – основная сцена театра Современник (до реконструкции)
- Квартира, где живёт Гудионов –  дом на набережной Тараса Шевченко, г. Москва, Кутузовский просп., 26к3